# 2019 en Grèce
Chronologie de la Grèce
- 2015
- 2016
- 2017
- 2018
- 2019
- 2020
- 2021
- 2022
- 2023

## Événements
- 12 février : Entrée en vigueur de l'Accord de Prespa, entre la Grèce et la Macédoine du Nord sous l'égide de l'Organisation des Nations unies (ONU), afin de résoudre le différend portant sur le nom de la Macédoine depuis l'indépendance du pays en 1991.
- 23 mai-26 mai : Élections européennes.
- 26 mai-2 juin : Élections locales.
- 7 juillet : Élections législatives.
- 9 juillet : Gouvernement Kyriákos Mitsotákis.
- 19 juillet : un séisme de magnitude 5,1 est ressenti au nord-ouest de l'agglomération athénienne[1].
- 1er septembre : entrée en vigueur du programme Clisthène I réformant l'organisation territoriale et politique.
- 31 octobre-10 novembre : Festival international du film de Thessalonique.

## Sorties de films
- Adults in the Room
- La Distance entre le ciel et nous
- Meltem

## Séries télévisées
- The Final Four (en)
- To kafe tis Charas (en)
- To Kokkino Potami (en)

## Sport
- Championnat de Grèce de football 2018-2019
- Championnat de Grèce de football 2019-2020
- Jeux méditerranéens de plage de 2019
- Coupe du monde masculine de basket-ball des moins de 19 ans 2019

- Création de l'Équipe de Grèce féminine de rugby à XIII.

Création de clubs
- AEK (femmes, water polo) (en)
- Alexandroupoli F.C. (en), club de football.
- Olympiacos II (en)

## Création
- 8 mars : Centre culturel et de conférence de Héraklion (en)
- 9 novembre : Conscience populaire nationale
- Mouvement démocrate patriote - Victoire
- Musée d'art contemporain Goulandrís (Athènes)
- One Channel (en), chaîne de télévision.

## Décès
- Yannis Behrakis, photojournaliste.
- Charálambos Cholídis, lutteur.

### L'année 2019 dans le reste du monde
- L'année 2019 dans le monde
- 2019 par pays en Amérique, 2019 au Canada, 2019 aux États-Unis
- 2019 en Europe, 2019 dans l'Union européenne, 2019 en Belgique, 2019 en France, 2019 en Italie, 2019 en Suisse
- 2019 en Afrique • 2019 par pays en Asie • 2019 en Océanie
- 2019 aux Nations unies
- Décès en 2019